# 濫用符號
數學中，濫用符號雖然不嚴格，並非按數學符號的字面定義來運用，但有時能使數學論證更清晰，或引導讀者明白其直觀意義，同時減少犯錯和增進理解。不過，符號是否嚴格使用，或句法上是否正確，很視乎時代和學科背景。某些用法，在某些場合算為濫用，在另一種背景下卻是嚴格正確。某理論在嚴格化前，若已引入新的符號，則該些符號是否屬濫用，就可能取決於時代，因為有時該理論發展後，邏輯根基得到鞏固，統一符號用法，而使符號變成嚴格正確。濫用符號不等於誤用符號，因為前者是表意與嚴格性兩方面的取捨，而後者則僅是錯誤，應當避免。誤用積分常數為後者一例。
相似的概念是濫用語文（英語：abusing language）或濫用術語（英語：abusing terminology），此時濫用的是詞語，而非符號。例如，「表示」的正式含義，是由某個群 {\displaystyle G} 到某向量空間 {\displaystyle V} 上的一般線性群 {\displaystyle \mathrm {GL} (V)} 的群同態，但經常會將 {\displaystyle V} 稱為 {\displaystyle G} 的表示。另一個常見濫用，是稱兩個典範同構但不相等的物件為等同。類似還有：視常數函數與其值等同、視群（一個基集與其上二元運算組成的二元組）與其基集等同、視集合笛卡兒積{\displaystyle \mathbb {R} ^{3}}與三維歐氏空間（配備幾何結構）等同。

## 集合與映射例子

### 函數寫法
許多教科書中，會寫「設函數 {\displaystyle f(x)} 為⋯⋯（填入關於 {\displaystyle x} 的式子）」。此為濫用符號，因為函數的名稱應為 {\displaystyle f}，而 {\displaystyle f(x)} 應表示函數 {\displaystyle f} 在其定義域中某處 {\displaystyle x} 的取值。嚴格的寫法為：「設 {\displaystyle f} 為函數，在 {\displaystyle x} 處取值為⋯⋯」或「設 {\displaystyle f} 為函數 {\displaystyle x\mapsto \cdots }」此種濫用非常廣泛，因為可簡化寫法，而嚴格的寫法可能顯得過於執着細節。
類似的濫用尚有「考慮函數 {\displaystyle x^{2}+x+1}⋯⋯」，因為 {\displaystyle x^{2}+x+1} 並非函數，真正的函數是將 {\displaystyle x} 對應到 {\displaystyle x^{2}+x+1} 的運算，用匿名函數的寫法可將該函數寫成 {\displaystyle x\mapsto x^{2}+x+1}。同樣，此種濫用亦廣泛出現，因為避免拘泥小節，同時一般不會造成混淆。

### 數學結構
許多數學物件是由一個集合（通常稱為基集）及其上的額外結構組成。此種結構可以是數學運算、關係或拓撲結構。經常濫用同一個符號，同時表示基集及整個數學結構（此現象稱為「壓參數」）。舉例，{\displaystyle \mathbb {Z} } 表示整數集，但同時可以表示整數集與加法組成的群，還可以是整數集連同加法、乘法組成的環。一般而言，此類用法中，若所指的物件為所熟知，則不會引起讀者混淆；若刻意避免濫用，反而可能略嫌冗餘，使數學論述更難理解。實在混淆時，可以寫出整個結構以作區分，即以 {\displaystyle (\mathbb {Z} ,+)} 表示整數的加法群，{\displaystyle (\mathbb {Z} ,+,\cdot )} 表示整數環。
同理，拓扑空间由基集 {\displaystyle X} 與拓撲結構 {\displaystyle {\mathcal {T}}} 兩部分構成，後者是 {\displaystyle X} 若干子集構成的族，該些子集稱為开集。通常，只考慮 {\displaystyle X} 上某一個拓撲，於是一經指定，就無需再次提及，可用同一個符號 {\displaystyle X} 同時表示基集及 {\displaystyle X} 與拓撲結構 {\displaystyle {\mathcal {T}}} 組成的二元組，而不引起混淆，即使嚴格而言，兩者為不同的數學物件。不過，有時要同時考慮同一個基集上的兩個拓撲（如拓撲向量空間上的強拓撲和弱拓撲，或實數線上的歐氏拓撲和下限拓撲），此時則須當心使用結構的全寫，如 {\displaystyle (X,{\mathcal {T}})} 和 {\displaystyle (X,{\mathcal {T}}')}，以作區分。

### 等價類
等价关系中，元素 {\displaystyle x} 所在等价类嚴格地可記為 {\displaystyle [x]}，但有時亦濫用符號記為 {\displaystyle x}。此處等價類的意思是，若集合 {\displaystyle X} 分劃成等價關係 {\displaystyle \sim } 的等價類，則對每個 {\displaystyle x\in X}，等價類 {\displaystyle \{y\in X:y\sim x\}} 記為 {\displaystyle [x]}。但實用上，若取商集後，餘下討論僅關心等價類，而非原集合的元素，則常會棄用方括號。
例如，模算術中，有等價關係 {\displaystyle \sim }，其定義中，{\displaystyle x\sim y} 當且僅當 {\displaystyle x\equiv y{\pmod {n}}}。將整數集按 {\displaystyle \sim } 劃分，可以得到等價類 {\displaystyle [0],[1],\ldots ,[n-1]}，關於加法組成一個 {\displaystyle n} 階循環群，但實用上，該群的元素常簡記為 {\displaystyle 0,1,\ldots ,n-1}。
另一個例子是，某測度空間上，可測函數（類）組成的向量空間，或勒貝格可積函數（類）組成的向量空間。此處等價關係為「幾乎處處相等」。

### 相等抑或同構
許多數學構造是以某性質來刻劃其定義（經常是泛性質），如直積、張量積、自由積。選定所需性質後，可能有多種方法構造出具該性質的結構，各結構嚴格而言，固然是不同的物件，但因為性質完全一樣（「同构」），不能藉其性質區分各同構物件，即使實際不等亦常逕稱「相等」。
以笛卡儿积為例，常以為可結合：
{\displaystyle (E\times F)\times G=E\times (F\times G)=E\times F\times G,}
實則不然，因為若 {\displaystyle x\in E,y\in F,z\in G}，則有序對之間的等式 {\displaystyle ((x,y),z)=(x,(y,z))} 會推出 {\displaystyle (x,y)=x} 和 {\displaystyle z=(y,z)}，而 {\displaystyle ((x,y),z)=(x,y,z)} 甚至不合式，是句法錯誤。不過，在範疇論中，得以自然變換的概念，將上述「結合律」修正。
類似濫用亦常見於談論結構「個數」的句子。舉例「恰有兩個8階非交換群」嚴格而言可寫作「8階非交換群的同構類恰有兩個」或「不別同構之異，恰有兩種8階非交換群」。

## 微積分例子

### 導數
數學分析中，導函數的萊布尼茲記法{\displaystyle {\frac {\mathrm {d} y}{\mathrm {d} x}}}，算是濫用了分數符號。此種寫法的好處是，形式上得以沿用分數的運算法則，方便計算，例如複合函數求導的連鎖律，按萊布尼茲記法為：
{\displaystyle {\frac {\mathrm {d} y}{\mathrm {d} x}}={\frac {\mathrm {d} y}{\mathrm {d} u}}\cdot {\frac {\mathrm {d} u}{\mathrm {d} x}},}
狀似分數乘法。
類似濫用出現於解微分方程的分離變數法，常將方程 {\displaystyle {\frac {\mathrm {d} y}{\mathrm {d} x}}={\frac {g(x)}{h(y)}}} 左邊的導數，如分數般「移項」寫成 {\displaystyle h(y)\mathrm {d} y=g(x)\mathrm {d} x}，然後兩邊積分。還有積分記號中，將 {\displaystyle \int {\frac {1}{x}}\mathrm {d} x} 的 {\displaystyle \mathrm {d} x} 看成因子，與 {\displaystyle {\frac {1}{x}}} 的分子相乘，寫成
{\displaystyle \int {dx \over x}.}
但在微分形式理論中，有 {\displaystyle \mathrm {d} y} 和 {\displaystyle \mathrm {d} x} 的嚴格定義，此時，上述寫法不再是濫用。

### 向量叉積
設實向量 {\displaystyle {\boldsymbol {a}}=(a_{1},a_{2},a_{3})}，{\displaystyle {\boldsymbol {b}}=(b_{1},b_{2},b_{3})}，則兩者的叉積可用形式行列式定義為：
{\displaystyle {\boldsymbol {a}}\times {\boldsymbol {b}}=\left|{\begin{matrix}\mathbf {i} &\mathbf {j} &\mathbf {k} \\a_{1}&a_{2}&a_{3}\\b_{1}&b_{2}&b_{3}\end{matrix}}\right|,}
其中頂行的三項是三個方向的單位向量，沿該行用餘子式展開可得結果。此種濫用有助記憶，實際計算亦有用。其所以為濫用，是因為一般僅定義環上某矩陣的行列式，但向量 {\displaystyle \mathbf {i} \in \mathbb {R} ^{3}} 與純量 {\displaystyle a_{1}\in \mathbb {R} } 等不在同一環內（除非考慮幾何代數）。

### 倒三角算子
倒三角算子 {\displaystyle \nabla } 是將偏微分算子組裝成類似向量的形式：
{\displaystyle \nabla =\left({\frac {\partial }{\partial x}},\,{\frac {\partial }{\partial y}},\,{\frac {\partial }{\partial z}}\right),}
以便用向量運算表示梯度 {\displaystyle \nabla f}、散度 {\displaystyle \nabla \cdot {\boldsymbol {v}}}、旋度 {\displaystyle \nabla \times {\boldsymbol {v}}}。但是，倒三角算子並未齊備向量的全部性質，例如與其他向量的內積不可換。此觀點下，是濫用向量符號。

### 大O記號
使用大O符號時，常以 {\displaystyle f(x)=O(g(x))} 表示「當 {\displaystyle x} 充分大時，{\displaystyle f(x)} 至多為 {\displaystyle g(x)} 的常數倍」。這可以看成濫用了等號，因為如德布魯因所言，{\displaystyle O(x)=O(x^{2})} 但 {\displaystyle O(x^{2})\neq O(x)}。

## 主觀性
一種用法是否屬濫用符號，視乎學科背景和上下文。大部分數學科目中，以 {\displaystyle f:A\to B} 表示偏函數，皆算為濫用，但範疇論中則不一定，因為 {\displaystyle f} 在集合和偏函數構成的範疇中，確實是态射。

## 評價
尼古拉·布爾巴基在《數學原本》起首的「本書用法」中，稱任何數學書若不濫用語文或符號，則易拘於小節（pédantesque）甚至不堪卒讀（illisible）。陶哲軒認為，論文的嚴格論證中，所用符號應當明確而不含糊，但即使如此，仍允許一定程度的濫用符號。

## 註
1. ↑  英文常用搭配為""，意即「藉濫用符號」。